# 利奥波德·哈格尔

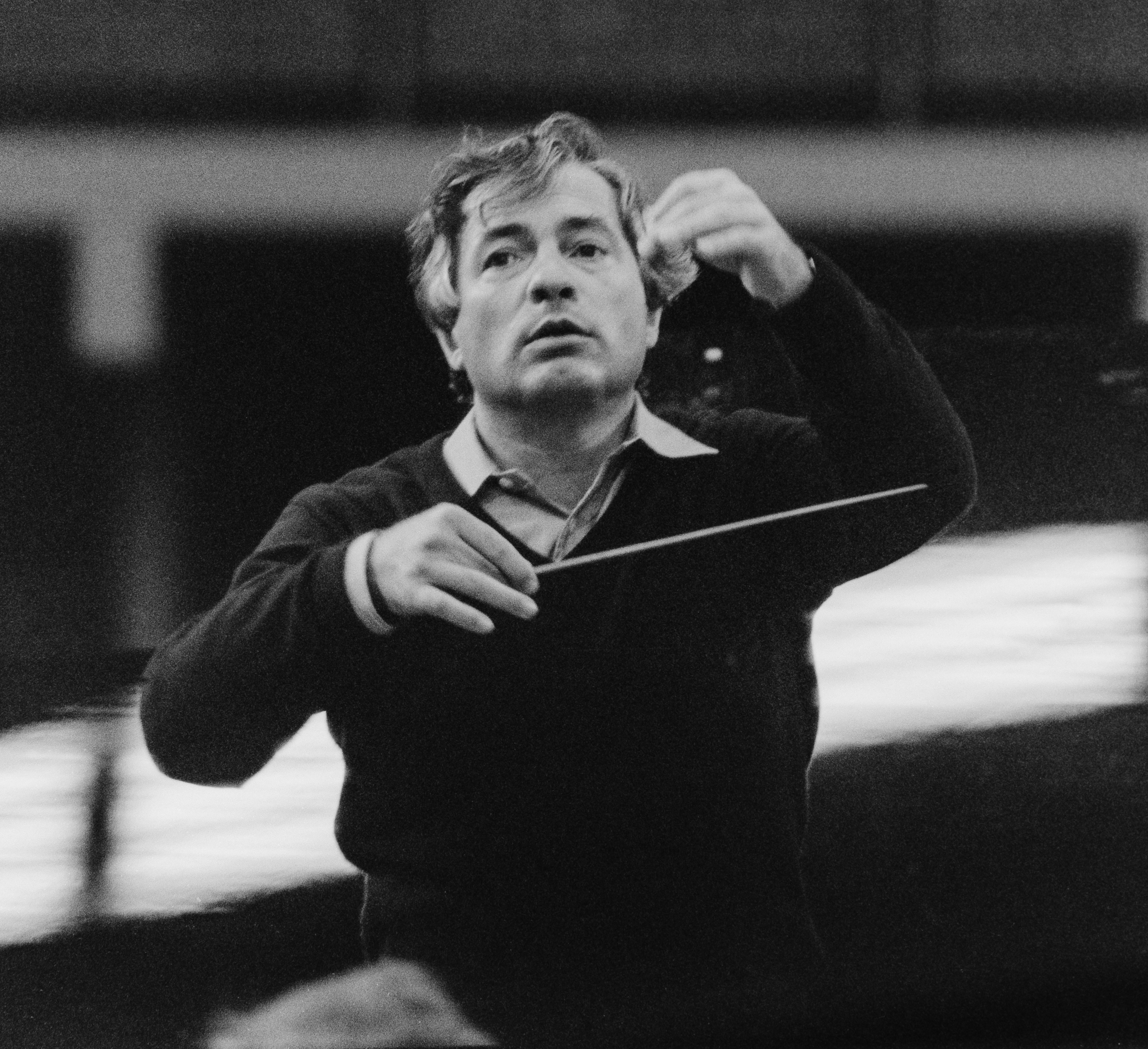
利奧波德·哈格爾

利奧波德·哈格爾（德語：Leopold Hager，1935年10月16日—），奧地利指揮家，以第一維也納樂派作曲家，即海頓、莫扎特、貝多芬、舒伯特等人作品詮釋而知名。
哈格爾長期在维也纳音乐与表演艺术大学教授指揮學，一直到2004年為止。他所代表的學派，是克勞斯、斯瓦洛夫斯基以及奧斯特萊赫等的指揮傳統。

## 早年
哈格爾出生於薩爾斯堡。1949年至1957年期間，在薩爾斯堡莫扎特大學修習鋼琴、管風琴、鍵琴、指揮與作曲等科目。

## 職業生涯
畢業後，擔任美因斯州立劇院助理指揮，並在一次指揮林茲城市劇院之後，被任命為科隆歌劇院首席指揮（1964年至1965年）。之後，在弗赖堡擔任音樂總監，母校莫扎特大學樂團指揮，以及薩爾斯堡城市劇院指揮（1969年至1981年）。1976年10月，在紐約大都會歌劇院初登場，指揮《费加罗的婚礼》。他亦是歐、美各地歌劇院、交響樂團所邀請的客席指揮。1981年，擔任盧森堡廣播交響樂團（後來的盧森堡愛樂樂團）音樂總監，直到1996年為止。
2005年至2008年期間，擔任维也纳民剧院主指揮，指揮了歌劇《魔笛》、《茶花女》、《纽伦堡的名歌手》、《霍夫曼的故事》以及《杜蘭朵》等的新製作。

## 作品節選

### 商業錄音
- Philips莫扎特作品全集
  - 歌劇Apollo & Hyacinthus
  - 歌劇Mitridate, Re di Ponto
  - 歌劇Lucio Silla
  - 歌劇La Finta Giardiniera
  - 歌劇La Betulia Liberata
  - 歌劇Ascanio in Alba
  - 歌劇Il Sogno di Scipione

## 外部連結
- 利奥波德·哈格尔的Discogs页面（英文）